# بزرگراه فلیندرز، کوئینزلند

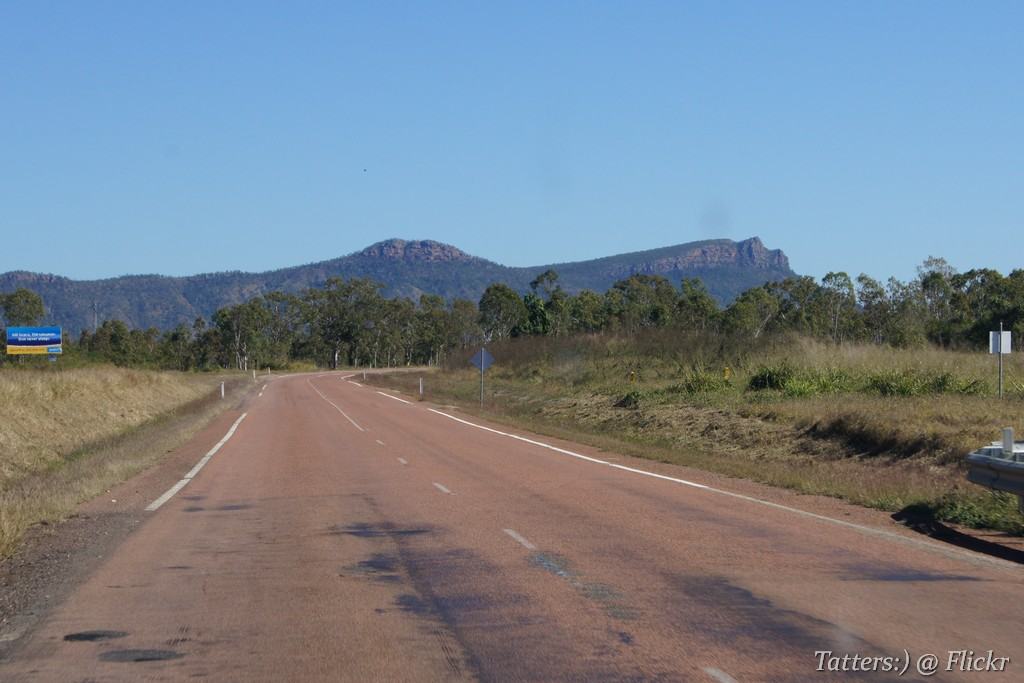
بزرگراه فلیندرز، کوئینزلند

بزرگراه فلیندرز (انگلیسی: Flinders Highway, Queensland) یکی از بزرگراه‌های کشور استرالیاست. این بزرگراه شرق و غرب ایالت کوئینزلند را به هم وصل می‌کند به بین دو شهر تاونزویل در شرق و کلونکاری در غرب این ایالت قرار گرفته است. بزرگراه فلیندرز، ارتباط مناطق مسکونی پراکنده نواحی دورافتاده استرالیا را با مراکز پرجمعیت حاشیه‌ای این کشور در سمت مشرق برقرار می‌کند. طول بزرگراه فلیندرز کوئینزلند ۷۷۵ کیلومتر است.